# Церква Різдва Пресвятої Богородиці (Вишгородок)
Церква Різдва Пресвятої Богородиці у Вишгородку — парафія і храм Лановецького благочиння Тернопільської єпархії Православної церкви України в селі Вишгородок Кременецького району Тернопільської области.
Оголошена пам'яткою архітектури місцевого значення (охоронний номер 1622).

## Історія церкви
Коштом дідича Ржищевського та парафіян у 1843 році (за іншими даними, у 1845) була збудована кам'яна церква Різдва Пресвятої Діви Марії у візантійському стилі.
При церкві діяла церковно-парафіяльна школа. У 1995 році в селі з'явилася капличка.

## Парохи
- о. Орест Палецький,
- о. Йосиф Усик.